# Amazonsprattus scintilla
Amazonsprattus scintilla är en fiskart som beskrevs av Roberts, 1984. Amazonsprattus scintilla ingår i släktet Amazonsprattus och familjen Engraulidae. Inga underarter finns listade i Catalogue of Life.